# Prix Dupré-Lapize
Le Prix Dupré-Lapize est une épreuve de cyclisme sur piste annuelle disputée au Vélodrome d'hiver de Paris. Il s'agit d'une course à l'américaine organisée en l'honneur de Victor Dupré et Octave Lapize, dont le format a régulièrement évolué en termes de distance et de durée.

## Palmarès
| Année                          | Vainqueur                              | Deuxième                          | Troisième                              |
| ------------------------------ | -------------------------------------- | --------------------------------- | -------------------------------------- |
| 1927 sur 2 heures              | Alfred Letourneur Georges Rouyer       | Charles Deruyter Klaas van Nek    | Henri Aerts Alfredo Binda              |
| 1928 sur 2 heures              | Georges Wambst Charles Lacquehay       | Alfredo Binda Pietro Linari       | Alfred Letourneur Paul Broccardo       |
| 1929 sur 2 heures              | Alfredo Binda Domenico Piemontesi      | André Marcot Georges Vandenhove   | Georges Rouyer Alexis Blanc-Garin      |
| 1930 (Janvier) sur 100 km      | Onésime Boucheron Armand Blanchonnet   | Alfred Letourneur Paul Broccardo  | Alexandre Raes Albert Billiet          |
| 1930 (Novembre) sur 100 km     | Learco Guerra Alfredo Dinale           | Lucien Choury Louis Fabre         | Charles Pelissier André Leducq         |
| 1931 sur 100 km                | Paul Broccardo Georges Wambst          | Alexandre Raes Albert Billiet     | Henri Lemoine Maurice Lemoine          |
| 1932 sur 2 heures              | Paul Broccardo Henri Lemoine           | Jan Pijnenburg Janus Braspennincx | Georges Wambst Charles Lacquehay       |
| 1933 sur 2 heures              | Octave Dayen Henri Lemoine             | Jean Aerts Edgard De Caluwe       | Antonin Magne René Le Grevès           |
| 1934                           | Octave Dayen Henri Lemoine             | Amédée Fournier René Le Grevès    | Roger Lapébie Georges Speicher         |
| 1935                           | Non-disputé                            |                                   |                                        |
| 1936 sur 100 km                | Jean Aerts Kamiel Dekuysscher          | Ferdinand Grillo Jean Giliberti   | Michel Pecqueux Jean Tonnelier         |
| 1937                           | Non-disputé                            |                                   |                                        |
| 1938 sur 2 heures              | Maurice Archambaud Marcel Guimbretière | Cor Wals Kees Pellenaars          | Bjorn Henry Stieler Erland Christensen |
| 1939 sur 100 km                | Jacques Girard Jean Goujon             | Albert Buysse Albert Billiet      | Charles Pelissier Amédée Fournier      |
| 1940 sur 100 km                | Emile Diot Fernand Wambst              | Jean Aerts Raoul Breuskin         | Adolphe Prat André Mornier             |
| 1941 (Février) sur 150 minutes | Emile Ignat Jean Goujon                | Aimé Montillot Raymond Lamouroux  | Jacques Besson Achille Samyn           |
| 1941 (Décembre) sur 100 km     | Jules Rossi Alvaro Giorgetti           | Amédée Fournier Jean Goujon       | Maurice Archambaud Adolphe Prat        |
| 1942 sur 100 km                | Adolphe Prat Guy Lapébie               | Emile Bruneau Achille Samyn       | Emile Ignat Arthur Sérès               |
| 1943 sur 100 km                | Gustave Danneels Albert Billiet        | Guy Lapébie Alvaro Giorgetti      | Emile Bruneau Achille Samyn            |
| 1944                           | Emile Ignat Robert Chapatte            | Roger Godeau Daniel Dousset       | Guy Bethery Jo Goutorbe                |
| 1945 sur 100 km                | Aimé Landrieux Maurice Le Boulch       | André Pousse Victor Delvoye       | Emile Carrara Roger Prévotal           |
| 1946                           | Albert Goutal Henri Surbatis           | Raymond Goussot Robert Chapatte   | Marcel Guimbretière Roger Le Nizerhy   |
| 1947 sur 100 km                | Aimé Landrieux Maurice Le Boulch       | Jacques Girard Raymond Louviot    | Roger Queugnet Paul Giguet             |
| 1948 sur 100 km                | Emile Carrara Raymond Goussot          | Gerrit Peters Kees Pellenaars     | Arthur Sérès Guy Lapébie               |
| 1949 sur 100 km                | Emile Carrara Raymond Goussot          | Jean Goujon Roger Le Nizerhy      | Georges Delescluses Jean Le Nizerhy    |
| 1950                           | Achiel Bruneel Jozef De Beuckelaer     | Emile Carrara Raymond Goussot     | Fausto Coppi Antonio Bevilacqua        |
| 1951                           | Ferdi Kübler Armin Van Buuren          | Ludwig Hörmann Hans Hörmann       | Robert Mignat Georges Guillier         |
| 1952 sur 100 km                | Emile Carrara Georges Senfftleben      | Roger Godeau Raymond Goussot      | Henri Andrieux Dominique Forlini       |
| 1953                           | Non-disputé                            |                                   |                                        |
| 1954                           | Roger Reynes Jean Le Nizerhy           | Roger Godeau Georges Senfftleben  | Emile Carrara Dominique Forlini        |
| 1955                           | Dominique Forlini Georges Senfftleben  | Emile Severeyns Paul Depaepe      | Henri Andrieux Raymond Goussot         |
| 1956 (Février)                 | Roger Decaux Pierre Michel             | Piet Haan Jan Plantaz             | Armin Van Buuren Fritz Pfenninger      |
| 1956 (Novembre)                | Roger Godeau Pierre Brun               | Miguel Bover Guillermo Timoner    | Miguel Poblet André Darrigade          |
| 1957 sur 100 km                | Jacques Bellenger Pierre Brun          | Hugo Koblet Walter Bucher         | Jan Derksen Oskar Plattner             |
| 1958                           | Non-disputé                            |                                   |                                        |
| 1959 sur 80 km                 | Pierre Brun Dominique Forlini          | Mino De Rossi Miguel Bover        | Peter Post Jan Plantaz                 |